# Salário-desemprego
|  | Esta página ou seção carece de contexto Se souber algo sobre o assunto edite a página/seção e explique de forma mais clara e objetiva o tema abordado. |

O salário-desemprego consiste em uma remuneração média (valor considerado suficiente para manter uma família em condição social estável), fornecida durante alguma crise, problema social ou algum fator que tenha como acarretamento o desemprego em série. Foi utilizado por exemplo na crise de 1929.
No Brasil, é atualmente conhecido como Seguro-Desemprego, cujo pagamento é um benefício garantido constitucionalmente, e atualmente existem cinco modalidades:

## Seguro-Desemprego
O seguro-desemprego possui previsão constitucional (artigos 7º, II, 201, III, e 239 da Constituição Federal), além de ter respaldo em Convenções da OIT (102 e 168).
O Seguro Desemprego formal foi instituído pela Lei n.º 7998, de 11 de janeiro de 1990, alterado pela Lei n.º 8.900, de 30 de junho de 1994, com a finalidade de prover assistência financeira temporária a trabalhadores desempregados sem justa causa, e auxiliá-lo na manutenção e na busca de emprego, provendo para tanto, ações integradas de orientação, recolocação e qualificação profissional.
Há também referências na Lei 10.779/2003 (pescador profissional que exerce atividade de forma artesanal) e na Lei Complementar 150/2015 (empregados domésticos).
É um benefício integrante da seguridade social que tem por objetivo, além de prover assistência financeira temporária ao trabalhador desempregado sem justa causa, auxiliá-lo na manutenção e na busca de emprego, promovendo para tanto, ações integradas de orientação, recolocação e qualificação profissional.
Foi instituído pela primeira vez no Reino Unido, em 1911. No Brasil, somente foi efetivamente implantado em 1986.

## Qualificação de Segurado – Pronatec
- Seguro-Desemprego Pescador Artesanal (iniciada em 1992): É dirigido ao pescador profissional que exerça sua atividade de forma artesanal, individual ou em regime de economia familiar, ainda que com auxílio eventual de parceiros e que teve que interromper a pesca devido ao período de proibição da pesca para preservação da espécie (defeso), fixado através de Instrumento Normativo publicado no Diário Oficial da União.
- Bolsa Qualificação (iniciada em 1999): A Bolsa de Qualificação Profissional é o benefício instituído pela Medida Provisória n.º 2.164-41, de 24 de agosto de 2001 (vigente em consonância com o art. 2º da emenda constitucional n.º 32 de 11 de setembro de 2001). É uma política ativa destinada a subvencionar os trabalhadores, com contrato de trabalho suspenso, em conformidade com o disposto em convenção ou acordo coletivo de trabalho, devidamente matriculado em curso ou programa de qualificação profissional oferecido pelo empregador.
- Seguro-Desemprego Empregado Doméstico (iniciada em 2001): Trata-se de ação que resulta em pagamento do benefício instituído pela Lei n.º 10.208 de 23 de março de 2001, tem por finalidade prover assistência financeira temporária ao empregado doméstico dispensado sem justa causa. O valor de cada parcela é de um salário mínimo, sendo que cada segurado recebe no máximo três parcelas.
- Seguro-Desemprego Trabalhador Resgatado (iniciada em 2003): É um auxílio temporário concedido ao trabalhador comprovadamente resgatado de  regime de trabalho forçado ou da condição análoga à de escravo. Tendo direito a no máximo três parcelas no valor de um salário mínimo.

## Caixa Econômica Federal
É um dos benefícios da Previdência Social, mas não é pago pelo INSS. A Caixa Econômica Federal, é o banco brasileiro que realiza os pagamentos do Seguro-Desemprego aos segurados.